# Suicide Squad XXX: An Axel Braun Parody
Suicide Squad XXX: An Axel Braun Parody ist eine amerikanische Porno-Parodie des italienischen Regisseurs Axel Braun auf die Comicverfilmung Suicide Squad.

## Handlung
Regierungsbeamte sind beauftragt worden, einen schmutzigen Job durchzuführen. Da dies mit großen Gefahren verbunden ist, wollen sie die Realisierung nicht selbst übernehmen. Das führt dazu, dass die Geheimdienstbeamtin Amanda Waller ein Team von fünf Superschurken für die Ausführung zusammenstellt. Deren Aufgabe ist es, einen nur als „Inmate Zero“ bekannten Häftling zu finden, der im Arkham Asylum lebt. Teil der Gruppe, die von Katana geleitet wird, sind die Figuren Deadshot, Killer Frost, Captain Boomerang und Harley Quinn. Sobald das Team im Arkham Asylum ist, versucht es, den sogenannten „Inmate Zero“ zu finden. Allerdings stellt sich heraus, dass Inmate Zero der berüchtigte Joker ist. Jetzt wird es für das Team noch wichtiger, die Mission zu beenden. Insbesondere als eine Person das Team wohl auf Befehl einer Beamtin des Geheimdienstes hintergeht.

## Hintergrund, Veröffentlichung
Es handelt sich um den vierten Film in der Wicked Comix-Reihe des Regisseurs. Er enthält fünf Sex-Szenen. Kleio Valentien spielt wieder die Rolle der Harley Quinn, in der sie das erste Mal in Batman V. Superman XXX: An Axel Braun Parody zu sehen war. Valentien wurde damals für ihre Darstellung bei den AVN Awards als „Best Supporting Actress“ ausgezeichnet. Riley Steele ist wie auch in der Pornoparodie Supergirl XXX in der Rolle der Enchantress zu sehen. 
Der Film wurde am 5. August 2016 veröffentlicht, demselben Tag wie der Actionfilm Suicide Squad, der parodiert wird.

## Auszeichnungen und Nominierungen
Der Film war für eine Auszeichnung in den Kategorien „Best Director“, „Best Parody“, „Best Actress“ (Kleio Valentien) und „Best Actor“ (Tommy Pistol) bei den AVN Awards nominiert, die am 21. Januar 2017 vergeben wurden. Ausgezeichnet wurde er in den Kategorien „Best Actress“ (Kleio Valentien), „Best Art Direction“, „Best Director – Parody“ (Axel Braun), „Best Makeup“, „Best Non-Sex Performance“ (Nyomi Banxxx), „Best Parody“, „Best Screenplay – Parody“, „Best Sex Scene – Boy/Boy/Girl“ und „Movie of the Year.“
Zudem war Suicide Squad XXX: An Axel Braun Parody bei den XBIZ Awards 2017 in 15 Kategorien für einen Preis nominiert. Ausgezeichnet wurde er in den Kategorien „Parody Release of the Year“, „Director of the Year – Parody“ und „Best Actor – Parody Release“ (Tommy Pistol).
Bei den XRCO Awards 2017 erhielt der Film Auszeichnungen in den Kategorien „Best Parody“, „Best Actress“ (Kleio Valentien), „Best Actor“ (Tommy Pistol) und „Best Director – Parody“ (Axel Braun).
Bei den Inked Awards im November 2017 wurde der Film als "Movie of the Year" ausgezeichnet.